# Sharp Dressed Man
«Sharp Dressed Man» es una canción de la banda estadounidense de blues rock y hard rock ZZ Top, publicado como el tercer sencillo del álbum Eliminator de 1983 a través del sello Warner Bros. Records. Fue escrita por Billy Gibbons, Dusty Hill y Frank Beard.
Obtuvo el puesto 56 en los Billboard Hot 100 y el segundo lugar en los Mainstream Rock Tracks, ambas de los Estados Unidos, mientras que en el Reino Unido alcanzó el puesto 22 en la lista UK Singles Chart. Para promocionarlo fue grabado un video musical que continuó con la temática de las tres chicas ZZ y el vehículo Ford Coupe 1933 rojo como protagonistas. El videoclip logró gran difusión en la cadena MTV e incluso ganó el premio MTV Video Music Awards a mejor director, el que fue entregado a Tim Newman.

## Versiones y otras apariciones
Tras su publicación ha sido versionado por distintas agrupaciones musicales, tanto para sus respectivas producciones o conciertos en vivo, como también en diferentes estilos de música como el country, rock, synthpop y pop. Algunos artistas son Deborah Harry, Jessica Simpson, Nickelback, Clifton Chenier, Brad Paisley, Chrome Division, Dragonette, Ilse DeLange, 8½ Souvenirs y Charlie Daniels entre otros. De igual manera ha sido incluida en otros medios audiovisuales como en la serie animada Alvin y las ardillas y en el programa de A&E, Duck Dinasty. También se incluyó en los videojuegos Space Quest I, Guitar Hero y Guitar Hero: Warriors of Rock.

## Lista de canciones
| N.º | Título              | Duración |  |
| 1.  | «Sharp Dressed Man» | 3:01     |  |
| 2.  | «I Got the Six»     | 2:52     |  |

## Certificaciones
| País          | Organismo certificador | Certificación | Ventas certificadas | Ref.  |
| ------------- | ---------------------- | ------------- | ------------------- | ----- |
| Dinamarca     | IFPI Dinamarca         | Oro           | 45 000              | [ 4 ] |
| España        | PROMUSICAE             | Oro           | 30 000              | [ 5 ] |
| Nueva Zelanda | Recorded Music NZ      | Platino       | 30 000              | [ 6 ] |
| Reino Unido   | BPI                    | Oro           | 400 000             | [ 7 ] |

## Músicos
- Billy Gibbons: voz y guitarra eléctrica
- Dusty Hill: bajo, coros y teclados
- Frank Beard: batería